# Seinäjoki University of Applied Sciences

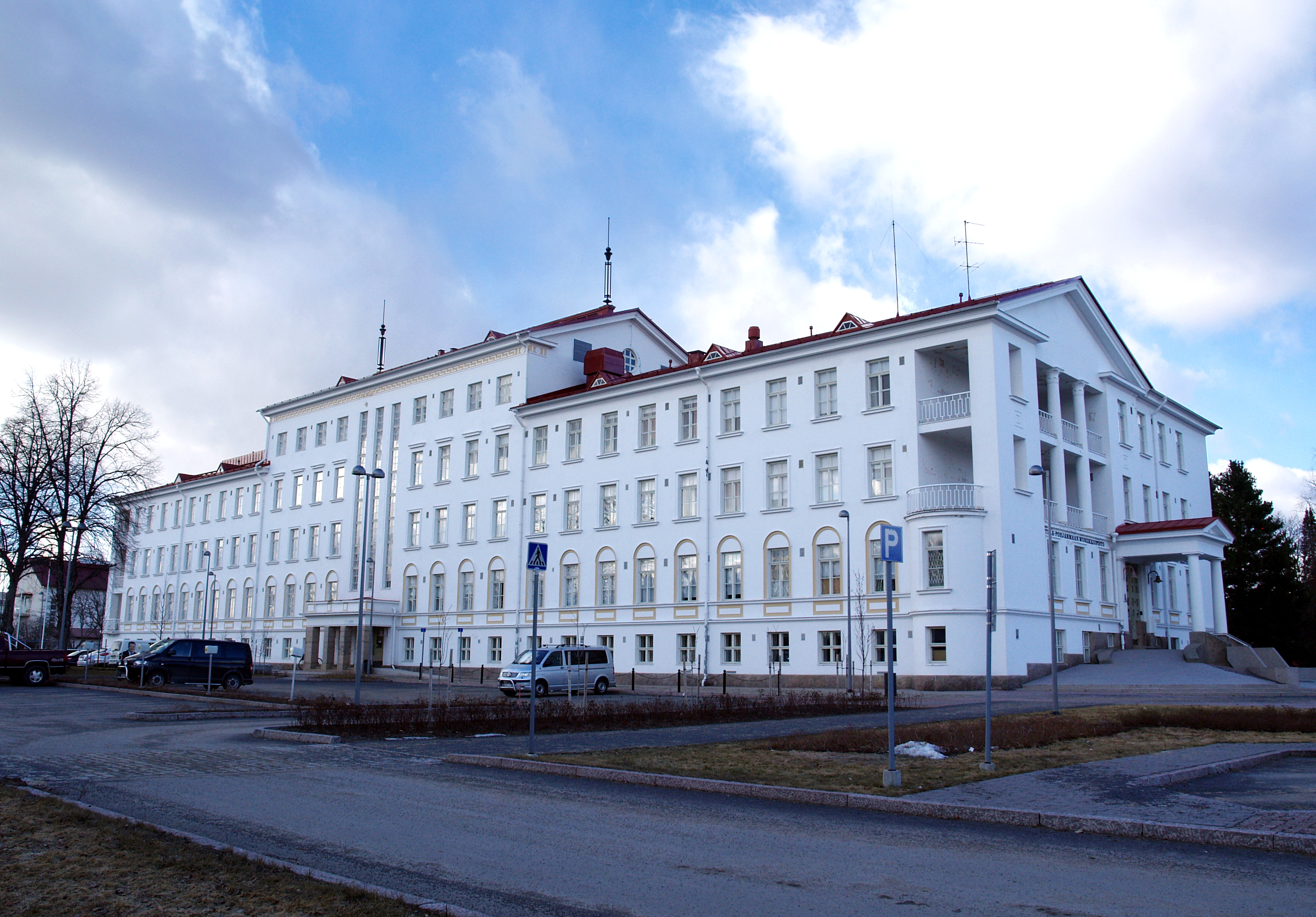
Seinäjoki University (Hauptgebäude)

Die Seinäjoki University of Applied Sciences (Seinäjoen ammattikorkeakoulu; Abkürzung SeAMK) ist eine multidisziplinäre Universität in Seinäjoki und Ilmajoki in Finnland. Die Hochschule unterhält folgende Fakultäten:
- School of Business and Culture
- School of Food and Agriculture
- School of Health Care and Social Work
- School of Technology

SeAMK bietet praxisorientierte Studiengänge auf Bachelor- und Masterstufe an. Drei Studiengänge werden vollständig auf Englisch unterrichtet.
Ein internationales Netzwerk mit 200 Partnerinstitutionen fördert die Möglichkeiten für den Austausch und die Ausbildung von Studierenden. In Verbindung mit einer von sieben Partneruniversitäten kann an der SeAMK ein Doppelabschluss absolviert werden.